# Chrysochlamys silvicola
Chrysochlamys silvicola là một loài thực vật có hoa trong họ Bứa. Loài này được (Hammel) Hammel mô tả khoa học đầu tiên năm 1999.